# Opius convergitalis
Opius convergitalis är en stekelart som beskrevs av Fischer 1964. Opius convergitalis ingår i släktet Opius och familjen bracksteklar. Inga underarter finns listade i Catalogue of Life.